# Point Blank (film, 1967)
Point Blank är en amerikansk kriminalfilm från 1967 i regi av John Boorman. I huvudrollerna ses Lee Marvin och Angie Dickinson. Filmen är baserad på Donald E. Westlakes roman The Hunter.

## Handling
Den före detta straffången Walker (Lee Marvin), blir lurad och lämnad att dö av sina medbrottslingar, och är ute efter hämnd.

## Om filmen
Filmen är inspelad i USA. Den hade världspremiär i USA den 30 augusti 1967 och svensk premiär den 26 februari 1968. Filmen har senare även fått titeln Hämnaren från Alcatraz.

## Rollista i urval
- Lee Marvin - Walker
- Angie Dickinson - Chris
- Keenan Wynn - Yost
- Carroll O'Connor - Brewster
- Lloyd Bochner - Frederick Carter
- Michael Strong - Stegman
- John Vernon - Mal Reese
- Sharon Acker - Lynne Walker
- James Sikking - torped
- Sandra Warner - servitris
- Roberta Haynes - Mrs. Carter
- Kathleen Freeman - First Citizen